# Dobrzechów (gromada)
Dobrzechów – dawna gromada, czyli najmniejsza jednostka podziału terytorialnego Polskiej Rzeczypospolitej Ludowej w latach 1954–1972.
Gromady, z gromadzkimi radami narodowymi (GRN) jako organami władzy najniższego stopnia na wsi, funkcjonowały od reformy reorganizującej administrację wiejską przeprowadzonej jesienią 1954 do momentu ich zniesienia z dniem 1 stycznia 1973, tym samym wypierając organizację gminną w latach 1954–1972.
Gromadę Dobrzechów z siedzibą GRN w Dobrzechowie utworzono – jako jedną z 8759 gromad na obszarze Polski – w powiecie rzeszowskim w woj. rzeszowskim na mocy uchwały nr 32/54 WRN w Rzeszowie z dnia 5 października 1954. W skład jednostki weszły obszary dotychczasowych gromad Dobrzechów i Gbiska ze zniesionej gminy Strzyżów w tymże powiecie.
13 listopada 1954 gromada weszła w skład nowo utworzonego powiatu strzyżowskiego, gdzie ustalono dla niej 14 członków gromadzkiej rady narodowej.
31 grudnia 1961 do gromady Dobrzechów włączono wsie Kożuchów, Markuszowa i Tułkowice ze zniesionej gromady Kożuchów w tymże powiecie; z gromady Dobrzechów wyłączono natomiast wieś Gbiska, włączając ją do gromady Wysoka Strzyżowska tamże.
1 stycznia 1970 do wsi Tułkowice w gromadzie Dobrzechów włączono obszar o ogólnej powierzchni 10 a 10 m² ze wsi Różanka w gromadzie Grodzisko w tymże powiecie; ze wsi Dobrzechów w gromadzie Dobrzechów wyłączono część o ogólnej powierzchni 13 ha 22 a 12 m², włączając ją do wsi Wysoka Strzyżowska w gromadzie Wysoka Strzyżowska tamże.
Gromada przetrwała do końca 1972 roku, czyli do kolejnej reformy gminnej.